# إليزا فرانسيس أندروز
إليزا فرانسيس أندروز (10 أغسطس 1840 - 21 يناير 1931) (بالإنجليزية: Eliza Frances Andrews)‏. هي روائية وكاتبة مقالات وعالمة نبات أمريكية. نشرت أعمالها في صحف ومجلات أمريكية من بينها نيويورك ورلد. تضمنت أعمالها كتب عن علم النبات.

## معرض صور

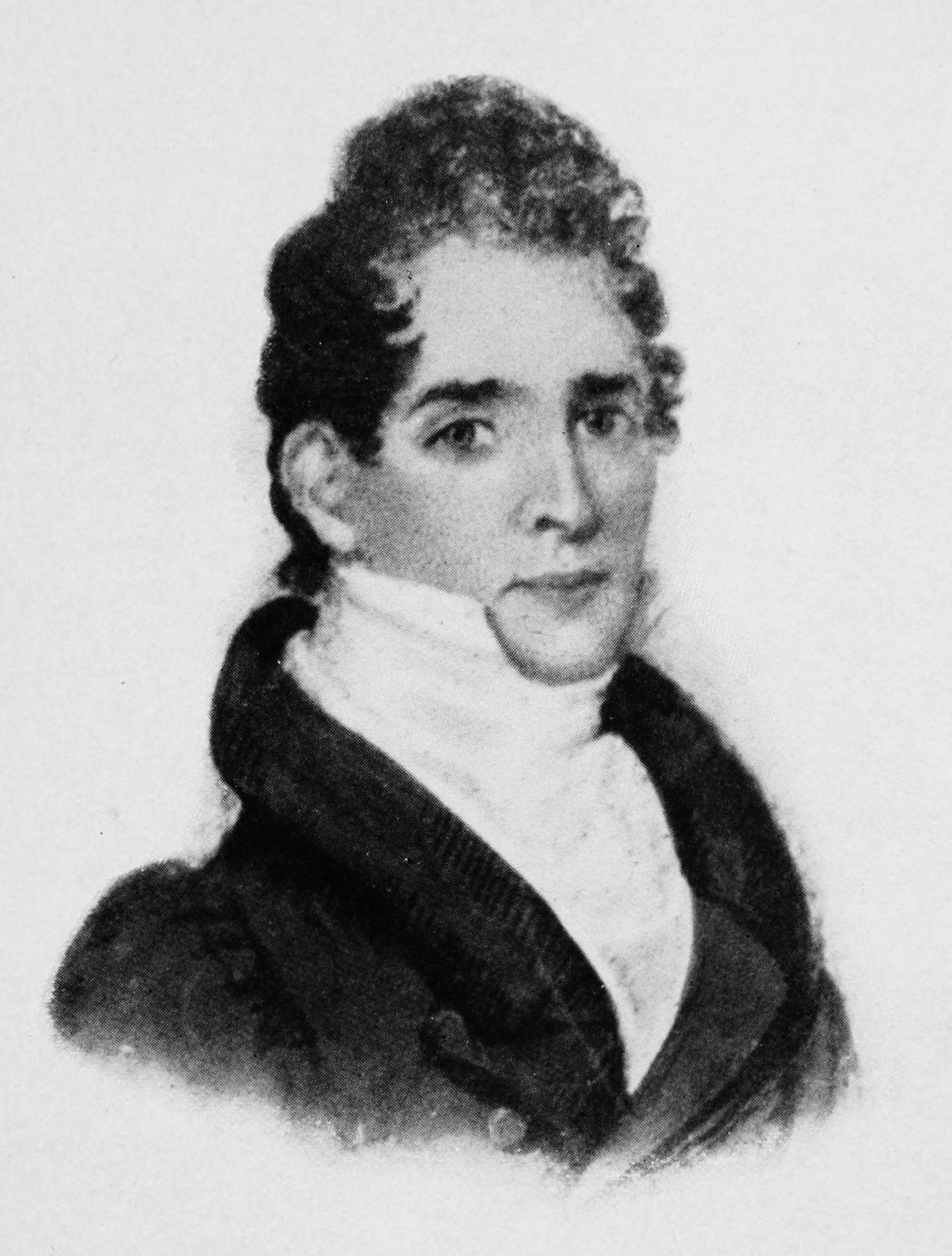
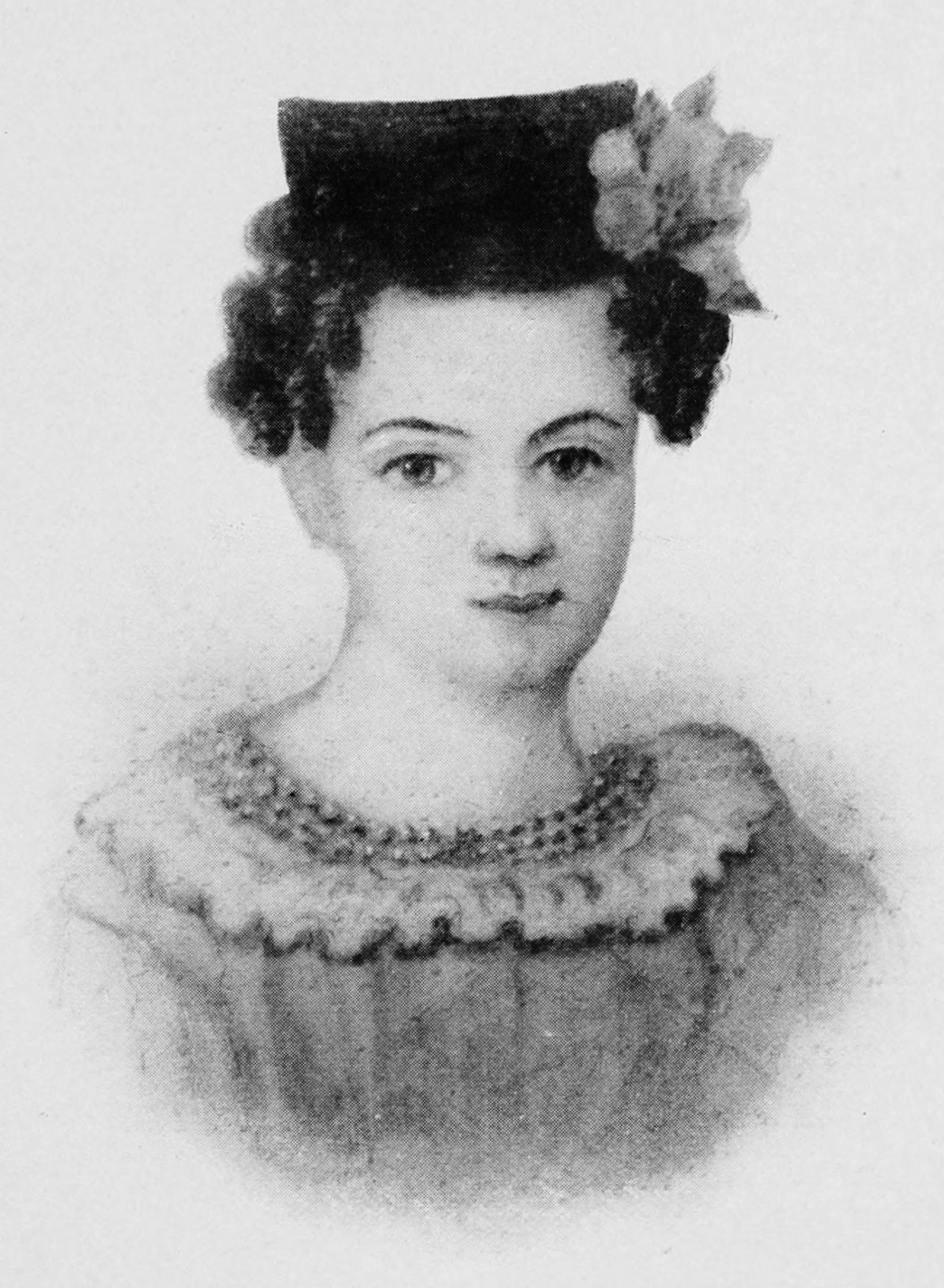
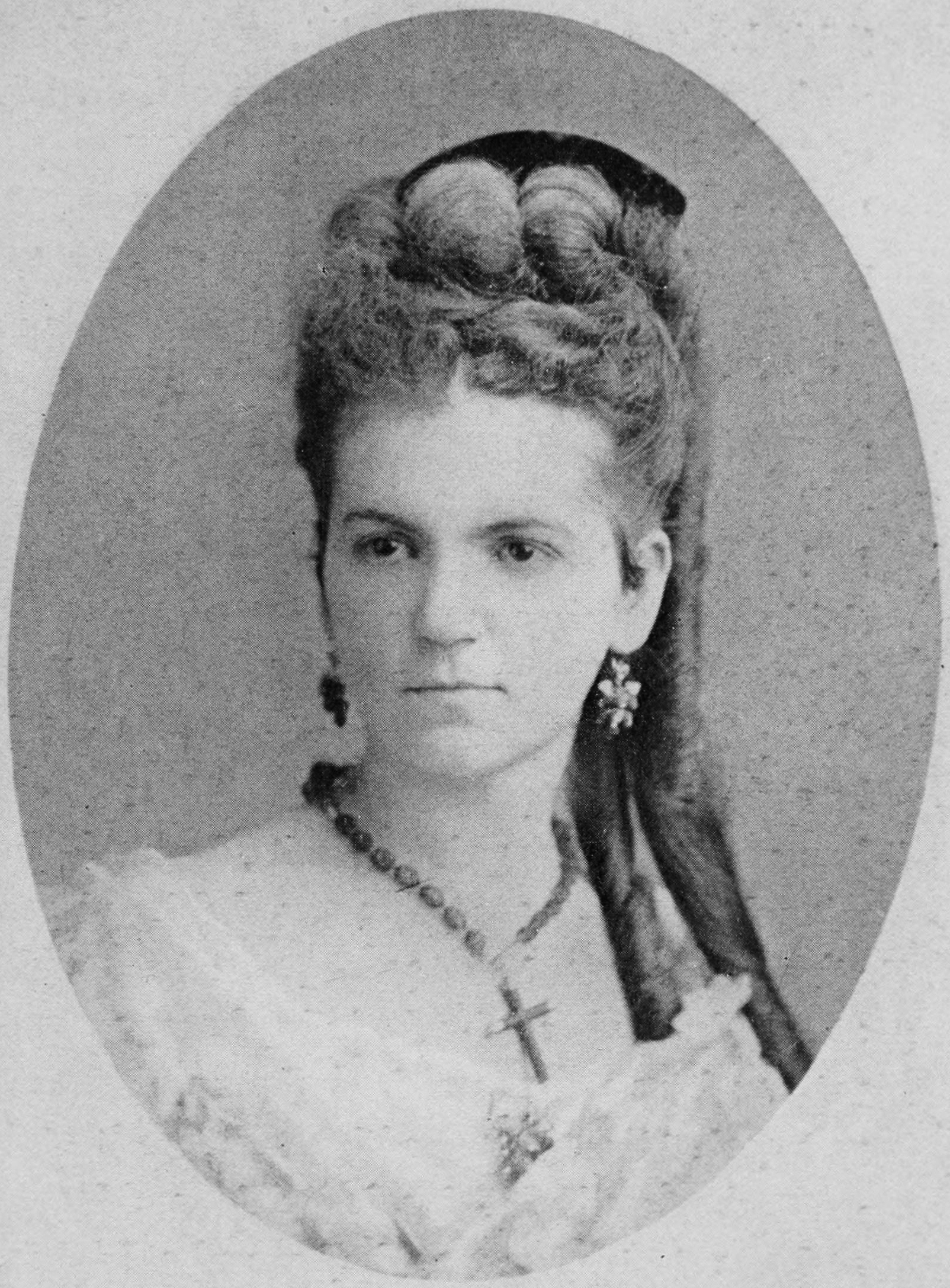
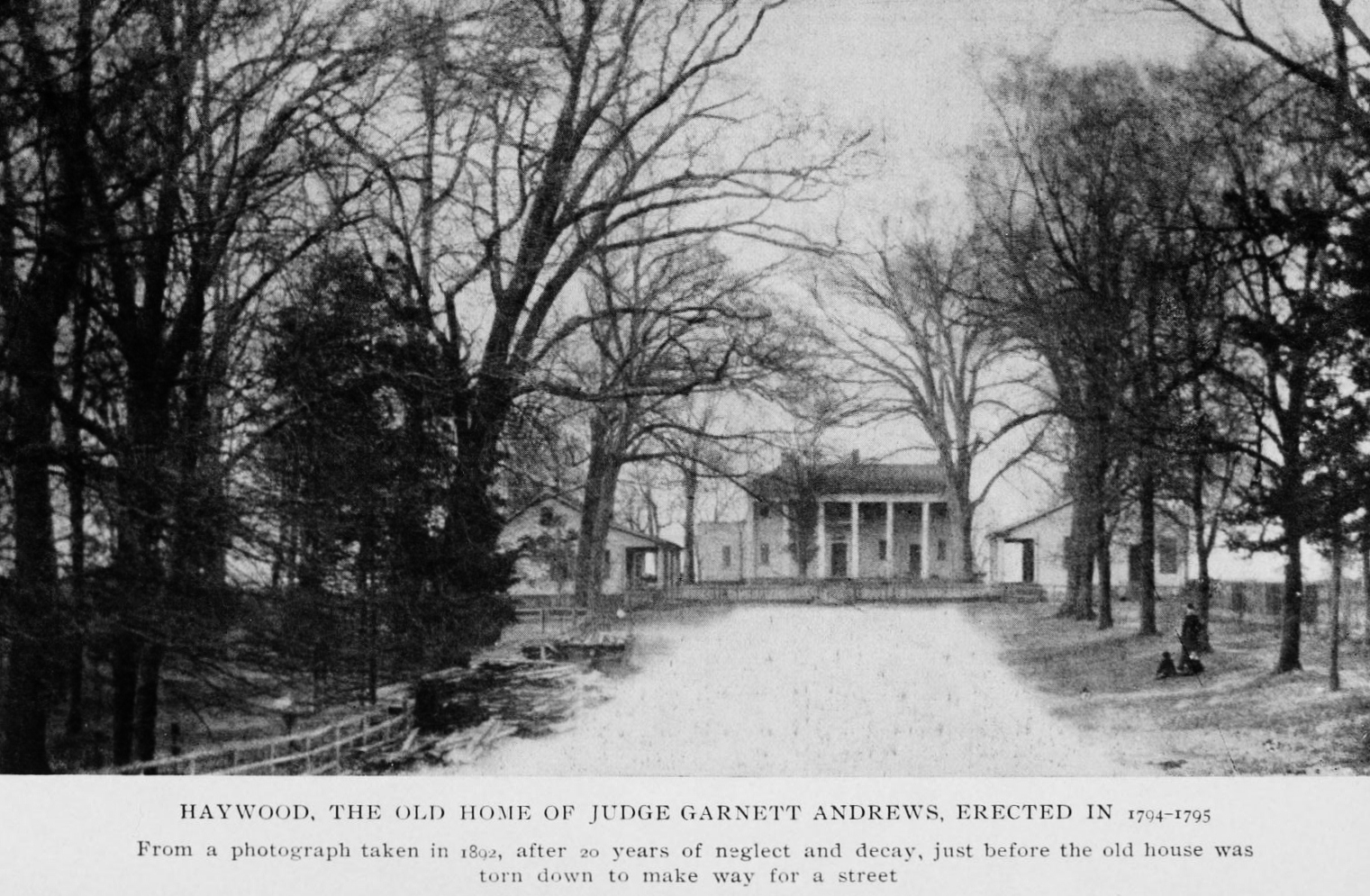

## وصلات خارجية
- The War-Time Journal of a Georgia Girl, 1864-1865. New York: D. Appleton and Company, 1908.
- in libraries Works by or about Eliza Frances Andrews
- Biographical article on Andrews